# Nezkrotná Angelika
Nezkrotná Angelika (ve francouzském originále Indomptable Angélique) je francouzsko-italsko-německý film Bernarda Borderieho z roku 1967. Následuje po filmu Angelika a král a předchází filmu Angelika a sultán.

## Obsah filmu
Angelika se dozvídá, že její první manžel Joffrey de Peyrac stále žije, proto vydává se ho v doprovodu svého věrného alchymisty Savaryho hledat na jih Francie s domněním, že ho našli na ostrově, kde malomocný vyvolá piráta zvaného Rescator, než spáchá sebevraždu, aby unikl mužům vévody z Vivonne. Angelika donutí vévodu, který ji chce přivést zpět k francouzskému králi Ludvíku XIV., aby ji odvezl lodí na Sardinii pod pohrůžkou, že odhalí, že vévodova sestra, madame de Montespan, je spojena s okultními kruhy.
U pobřeží Sardinie je loď napadena pirátem Rescatorem, který útočí na všechny lodě francouzského krále. Angelika netuší, že maskovaný pirát je ve skutečnosti Joffrey a skočí do vody, aby mu unikla. Těsně před svou smrtí se jí zachráněný maitre Savary svěří, že Angelika byla na palubě lodi, kterou zničil.
Angelika je zachráněna d'Escrainvillem, šlechticem, který byl kvůli ženě vyhnán a nyní se mstí všem ženám. Znásilní Angeliku a pak ji zavře do nákladového prostoru s vězni, kterým řekne, aby využili situace. Angeliku zachrání před nehoráznostmi Escrainvillův první důstojník, který nechce plýtvat cenným zbožím, jež by představovala na dražbě otroků. Když Joffrey (alias obávaný Rescator) nastoupí na loď a řekne d'Escrainvilleovi, že hledá Angeliku, d'Escrainville tvrdí, že ji nikdy neviděl.
Angelika je nyní hýčkána, aby se zvýšila její tržní hodnota, a je odvezena na Krétu, kde je prodána na trhu s otroky. Aby ji d'Escrainville a jeho zástupce přesvědčili, aby se dobrovolně zúčastnila, zavřou ji do místnosti s bezpočtem divokých koček. Angelika se podvolí, ale podaří se jí přesvědčit rytíře Maltézského řádu, kteří přijeli vykoupit evropské vězně, aby nabídli dost peněz na její osvobození. Angeličina nakonec obnažená krása zvedne nabídku příliš vysoko, a dokonce i marocký král, kterému ji d'Escrainville slíbil, je poražen: Angeliku koupí cizinec. Ukáže se, že kupec je Joffreyho vyslanec, který ji odveze na hrad jejího manžela. Oba se konečně znovu setkávají, přestože je jejich dobrodružství rozdělila. Na Joffreyho lodi však vypukne požár a Angelika mu řekne, aby šel zachránit svou loď. Angelika, zajatá během tohoto rozptýlení, opouští břeh na Escrainvillově lodi, která získala svou kořist, pod Joffreyovým bezmocným pohledem.

## Zajímavosti
Film vypráví pouze první část románu Nezdolná Angelika. Zatímco kniha vypráví také o Angeličině uvěznění v harému a následném útěku, film ukazuje pouze pátrání po Jeoffreym de Peyrac. Pokračování děje románu se objevuje až v dalším díle filmové série Angelika a sultán. Na rozdíl od filmu se Rescator v románu neprojevuje jako Jeoffrey hned, ale až v 6. díle Angélique a její láska.
Kostýmy navrhla Rosine Delamare a scénu Robert Giordani. Ve francouzských kinech byl film uveden 22. října 1967, v Německu 15. prosince 1967.
V roce 2013 byla natočena nová filmová adaptace pod názvem Angélique, která vychází z prvních čtyř dílů reedice z roku 2008. Podle románů Anne Golon byly natočeny také turecké filmy Anjelik Osmanli saraylarinda (1967) a Anjelik ve Deli Ibrahim (1968).

## Obsazení
| Michèle Mercier  | Angelika              |
| Robert Hossein   | Joffrey de Peyrac     |
| Roger Pigaut     | markýz d'Escrainville |
| Christian Rode   | vévoda de Vivonne     |
| Ettore Manni     | Jasone                |
| Bruno Dietrich   | Coriano               |
| Pasquale Martino | Savary                |
| Sieghardt Rupp   | Millerand             |
| Arturo Dominici  | Mezzo Morte           |
| Paul Müller      | maltézský rytíř       |